# Begtse

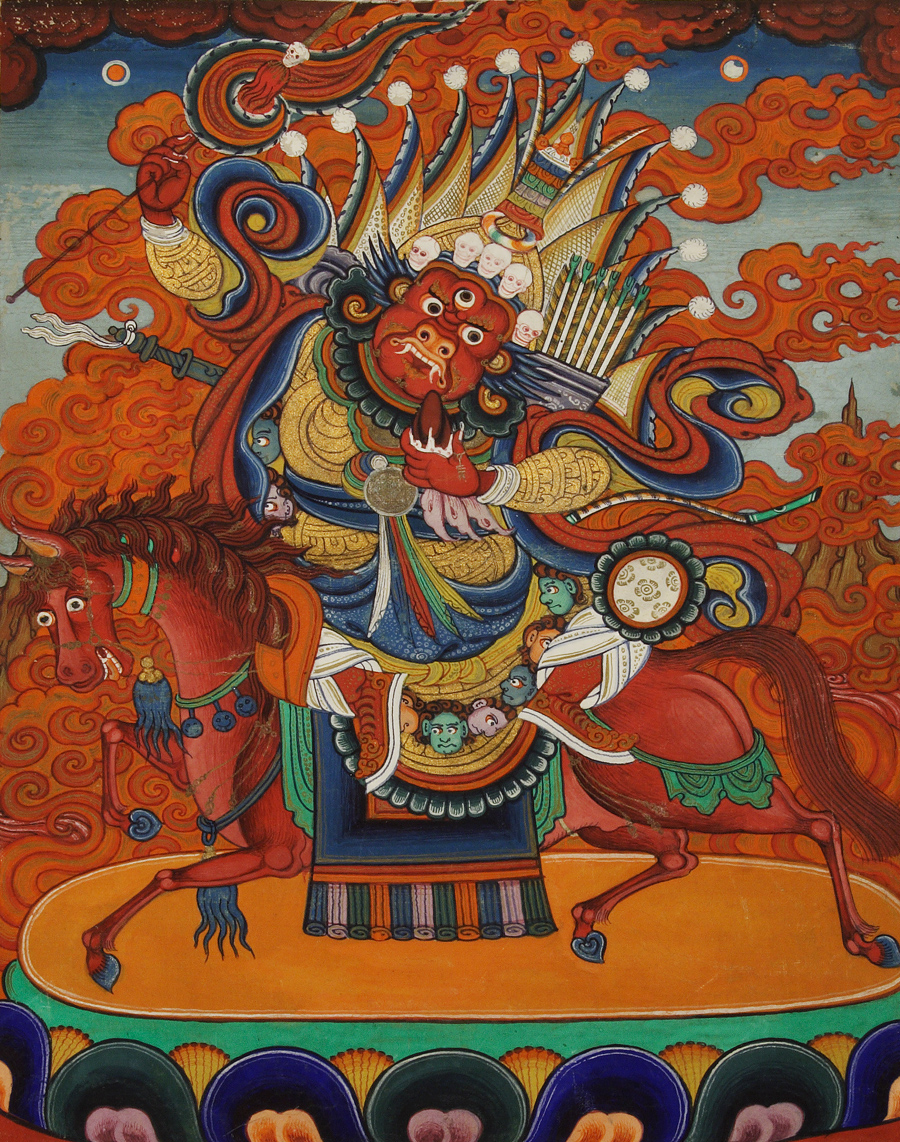
Begtse op een geschilderde Mongoolse thangka. De Mongoolse schilderkunst is tot in de twintigste eeuw sterk beïnvloed door de Tibetaanse schilderkunst

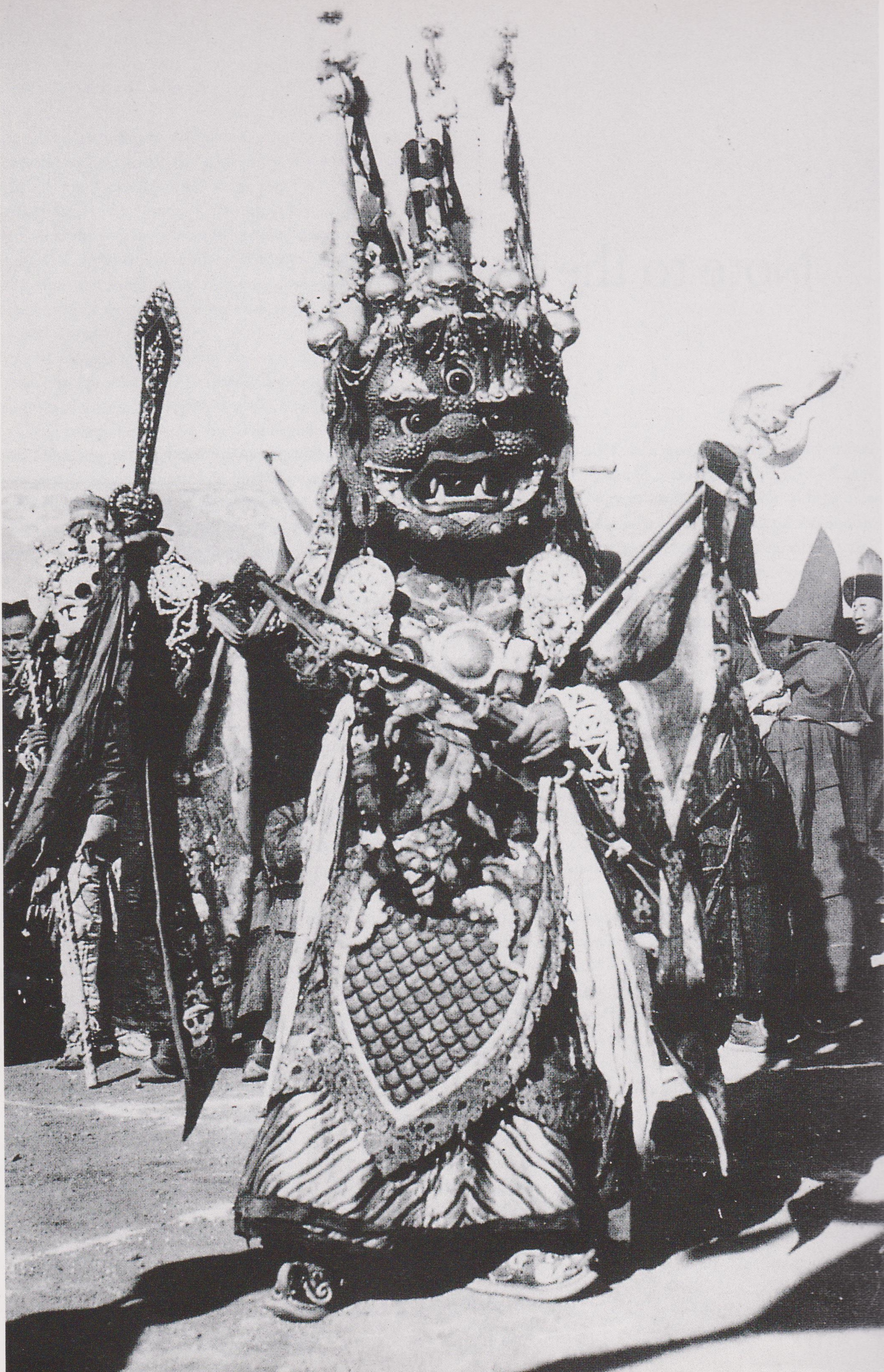
Begtse op een dansfestival, de tsam. Foto voor 1930

Begtse (Sanskriet: Prana Atma; Tibetaans: Beg Tse; "koperen maliehemd") is een dharmapāla die optreedt als de beschermheer van Mongolië en in het bijzonder van het boeddhisme in Mongolië. Zijn verschijning in het Mongoolse pantheon dateert van eind zestiende eeuw.

## Verschijning in het pantheon
Begtse was in het pre-boeddhistische Mongolië een van meerdere Centraal-Aziatische krijgsgoden. Zijn verschijning in het Mongools boeddhistische pantheon is gebaseerd op een legende die samenhangt met de - historische - reis in 1570 van Sönam Gyatso (1543-1588), de latere derde dalai lama, naar het gebied van Altan Khan (1507-1582), in die periode de machtigste van de Mongoolse stamleiders.
Volgens de legende werd Sönam Gyatso tijdens zijn reis voortdurend gehinderd door Begtse. Hij probeerde op deze wijze te verhinderen dat Sonam Gysatso zijn bestemming zou bereiken en dus de Mongolen tot het boeddhisme zou bekeren. Sönam Gyatso zou hierop de vorm van de vierarmige Avalokitesvara hebben aangenomen. De hoeven van zijn paard zouden afdrukken op de grond achtergelaten hebben in de vorm van de tekst van de mantra Om mani padme hum. Hierna erkende Begtse zijn nederlaag, bekeerde zich tot het boeddhisme en werd in het pantheon de belangrijkste beschermer van het boeddhisme en uiteindelijk de beschermheer van Mongolië.
In De Driehonderd Iconen, de belangrijkste beschrijving van het Mongoolse pantheon, geschreven door Changkya Rölpe Dorje (1717-1786) neemt Begtse ook een zeer prominente plaats in.
De essentie van deze legende heeft een grote gelijkenis met de legende waarin Padmasambhava lokale geesten en machten onderwierp, die hem hinderden bij het bouwen van het eerste boeddhistische klooster Samye in Tibet. Deze krachten werden gedwongen zich te bekeren tot beschermers van het boeddhisme. Een van die krachten, Pehar, kreeg het gezag daarover en ontwikkelde zich in het pantheon tot de beschermheer van Tibet en de gelugtraditie. Pehar en Begtse zijn in respectievelijk Tibet en Mongolië dan ook de belangrijkste van de wereldlijke dharmapālas .
Tibetologen hebben lang aangenomen dat Begtse alleen in het boeddhistische pantheon in zijn Mongoolse vorm voorkwam. Onderzoek van het eind van de twintigste eeuw heeft echter aangetoond, dat er in Tibet al in de vijftiende eeuw sprake was van een zekere verering onder de naam Begtse Jamdrel.